# 伊佐庭如矢

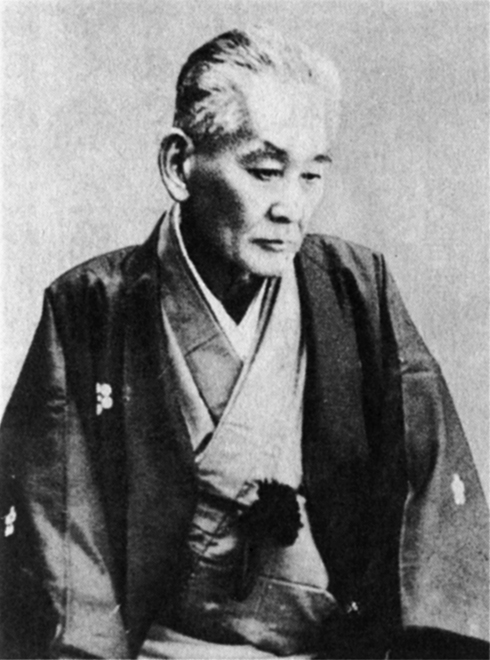
伊佐庭如矢

伊佐庭 如矢（いさにわ ゆきや、1828年9月12日（文政11年8月4日） - 1907年（明治40年）9月4日）は、山田郡郡長、愛媛県高松中学校（明治19年に廃校）校長、金刀比羅宮禰宜、初代道後湯之町長を務めた人物である。本名：成川 斧右衛門（なりかわ おのえもん）。号:震庵。
道後温泉本館を改築し、道後温泉を松山市の有名な観光地にした人物として知られる。

## 概要
伊予国（現・愛媛県松山市）に町医者・成川国雄の三男として生まれた。成川家は、祖父が土佐から松山にやってきて松山藩に出仕し医療に携わり、和歌に造詣が深く弟子を多く持っていた家だった。如矢は家庭環境に恵まれ、勉学に勤め塾に行くこともなく育った。松山藩士・菅良弼に仕え、阿部家に養子として入った。1856年（安政3年）には私塾「老楳下塾」を開き、1895年（明治28年）まで門弟1,000人を数えるまでになった。鳥羽・伏見の戦いで、松山藩の武士が京都に出兵した際には、居留守を任された。
1868年（慶応3年/明治元年）、明治維新終了と共に長男・柯（おのえ）が20歳になったのを機に、家督を長男に譲り、別家して、伊佐庭姓を名乗った。維新後に、まず愛媛県吏員になり、廃城危機にあった松山城を、県参事・江木康直に嘆願して廃城から守った。その後、内務省を経て役人生活を辞した後は、山田郡郡長、愛媛県高松中学校初代校長、金刀比羅宮禰宜を歴任した。 
1890年（明治23年）2月、前年に町制を敷いたばかりの道後湯之町の初代町長に就任。道後湯之町町長としての最大の功績は、老朽化していた道後温泉の改築・観光地としての発展である。道後温泉本館を初めとして、道後温泉の建物は当時老朽化から建て替えの時期にあったにも関わらず、財政難のため手が付けられないままで荒れ果てていた。伊佐庭は、就任早々自らは無給とし、その給料分を温泉の改築費用に充てることとした。総工費は13万5千円。当時の小学校教員の初任給が8円といわれた時代で、あまりに膨大な予算に町民は驚き、町の財政が傾きかねない無謀な投資だと非難が渦巻いた。反対運動は激しさを増し、伊佐庭が命の危険を感じるほどであった（道後湯之町人民激昂事件と、当時の資料・『道後湯之町日誌』に残っている。）が、伊佐庭は、『この道後温泉が100年たっても真似の出来ない物を造ってこそ意味がある。人が集まれば町が潤い、百姓や職人の暮らしも良くなる』と、誠心誠意を持って町民を説得してこの偉大な業を完成させた。棟梁に城大工の坂本又八郎を起用し、唐破風を使用して姿を現した木造三層楼は、当時でも大変珍しがられた。また、本館内に振鷺閣（太鼓〈刻太鼓〉を鳴らす場所）を建て、そこに当時の松山では珍しかった鮮やかな赤色の『ぎやまんガラス』を取り付けた。これに関しても『あれはこの湯之町の希望の灯ぞな』と人々に歓迎されたという逸話が残っている。他には、霊の湯や日本唯一の皇室専用の浴室である又新殿（ゆうしんでん）増築、道後公園の整備にも手がけた。
伊佐庭はまた、温泉地への観光客の誘致を目的として、道後鉄道株式会社（1900年〈明治33年〉5月に伊予鉄道に吸収）を設立。一番町～道後（現・伊予鉄道道後温泉駅）、道後～三津口（現・伊予鉄道萱町六丁目停留場付近）間に軽便鉄道を走らせ、客を温泉へ運んだ。丁度関西から松山への航路が開かれた事もあり、急速に道後温泉への観光客は増えていった。1902年（明治35年）、高齢を理由に3期12年の町長生活から勇退。茶道、詩歌、謡曲など悠々自適の余生を過ごした。1907年（明治40年）9月4日に死去。80歳没。墓は道後温泉を見下ろせる鷺谷墓地（松山市）にある。また、道後公園の中央庭園に銅像・石碑「伊佐庭如矢頌徳碑」が建っている。
2013年（平成25年）9月4日、伊佐庭の命日に道後温泉本館改築120周年イベントに先立ち、野志克仁市長と地元関係者が、道後温泉のさらなる発展を目指すことを伊佐庭の墓前に報告した。
また、愛媛・四国・瀬戸内の歴史文化伝統をテーマとした演目を公演している、坊っちゃん劇場（愛媛県東温市）では、2014年（平成26年）に道後温泉本館改築120周年を記念し、伊佐庭を主人公にしたミュージカル『道後湯の里』を2014年4月11日～11月下旬に上演した。
落語家・桂文枝は、伊佐庭を先見の明がある人物として尊敬しており、2014年10月より自身の創作落語でも取り上げている。その際、伊佐庭と稲庭うどんを掛けるさわりを入れている。

## 経歴
- 1828年（文政11年） - 9月12日、伊予国（現・愛媛県松山市）に町医者・成川国雄の三男として生まれた。
- 松山藩に出仕。
- 1844年（天保15年/弘化元年） - 阿部家に養子として入る。
- 1847年（弘化4年） - 阿部家の娘、射狭（いさ）と結婚。
- 1848年（弘化3年/嘉永元年） - 長男・柯が誕生。
- 1856年（安政3年） - 私塾「老楳下塾」を開く（～1895年）。
- 1868年（慶應3年/明治元年） - 長男に家督を譲り、分家して伊佐庭姓を名乗る。松山県→石鉄県→愛媛県吏員として勤務。
- 1873年（明治6年） - 松山城を県参事・江木康直に嘆願して、廃城の危機から救う。
- 1877年（明治10年） - 前年に香川県が愛媛県の管轄になったを機に、高松支庁長になる。
- 1880年（明治13年） - 内務省に出向。
- 1881年（明治14年） - 愛媛県に戻り、愛媛県吏員を辞した。
- 1882年（明治15年） - 山田郡郡長に就任（～1884年）。
- 1883年（明治16年） - 愛媛県高松中学校長を兼任する（～1885年?）。
- 1886年（明治19年） - 金刀比羅宮禰宜になる。
- 1890年（明治23年） - 2月、道後湯之町（1889年町制施行）初代町長に就任。道後温泉の改築に着手。秋、妻・射狭が死去。
- 1892年（明治25年） - 養生湯の改築が完了。
- 1893年（明治26年） - 道後鉄道を設立し、初代社長に就任（～1896年）。
- 1894年（明治27年） - 4月10日、道後温泉本館の改築が完了。
- 1895年（明治28年） - 8月、一番町～道後、道後～三津口間に軽便鉄道を開通させた。
- 1899年（明治32年） - 霊の湯、又新殿を新築した。
- 1902年（明治35年） - 3期12年の任期を満了して、道後湯之町長を勇退。
- 1907年（明治40年）- 9月4日、脳溢血により死去。80歳没。「清浄基と為す（せいじょうもといとなす。清廉潔白な生き方こそ人生の基本であり、成功を収める秘訣でもあると言う意味）」という書を死の4ヶ月前の5月に遺している。